# Do You Want to Know a Secret
Do You Want to Know a Secret is een nummer geschreven door John Lennon van The Beatles, met wellicht een kleine bijdrage van Paul McCartney en staat zoals gebruikelijk bij The Beatles op naam van het schrijversduo Lennon-McCartney. Het nummer verscheen in 1963 op het debuutalbum Please Please Me van de Britse popgroep The Beatles. Op dit album werd het lied gezongen door George Harrison. In de Verenigde Staten werd het nummer ook op single uitgebracht.

## Achtergrond
Ook al werden de meeste nummers van The Beatles gezongen door John Lennon of Paul McCartney, ook Ringo Starr en George Harrison hadden veel fans. Daarom mochten zij vaak ook een nummer zingen op de albums van The Beatles. Omdat Harrison nog geen eigen materiaal had geschreven, mocht hij Do You Want to Know a Secret zingen voor het eerste album van The Beatles. De schrijvers van het lied, Lennon en McCartney, hadden beiden geen hoge pet op van het nummer.
Het idee voor het nummer kwam van John Lennon. In 1962 was hij getrouwd met Cynthia Powell, die op dat moment zwanger was van hun kind. Omdat ze geen eigen woonruimte hadden om in te wonen, bood manager Brian Epstein een van zijn appartementen aan hen aan. Dit appartement gebruikte hij voor zijn seksuele relaties met andere mannen. Deze relaties wilde Epstein geheim houden. Deze geheimzinnigheid was een inspiratie voor het lied voor Lennon.
Ook het lied Wishing Well uit de Disney tekenfilm Sneeuwwitje en de zeven dwergen uit 1937 vormde een inspiratie voor Do You Want to Know a Secret. De melodie en een gedeelte van de liedtekst ('Want to know a secret? Promiss not to tell') werden door Lennon gebruikt.

## Opnamen
The Beatles namen Do You Want to Know a Secret op in de Abbey Road Studios in Londen op 11 februari 1963. Tijdens deze sessie werden de meeste nummers voor het eerste album van The Beatles opgenomen. Het lied werd in zes takes opgenomen. Aan de zesde take werden een mondharmonica-partij en het geluid van twee drumstokken die tegen elkaar werden geslagen, toegevoegd.
Harrison zong de liedtekst van Do You Want to Know a Secret. Hij was zelf echter niet tevreden over zijn zang in het nummer.

## Uitgaven
Op 22 maart 1963 werd het debuutalbum Please Please Me, met daarop Do You Want to Know a Secret, uitgebracht.
Het nummer werd in 1963, samen met het Lennon-McCartney nummer I'll Be on My Way, ook op single uitgebracht door Billy J. Kramer with The Dakotas, een andere band uit Liverpool van Beatles-manager Brian Epstein. Deze single bereikte de tweede plaats in de Britse hitlijsten.
In de Verenigde Staten werd de versie van The Beatles in 1964 uitgebracht op single door het platenlabel Veejay. Deze single haalde de tweede plaats in de Billboard Hot 100 achter Can't Buy Me Love, een andere single van The Beatles.

## Bezetting
- George Harrison - zang, leadgitaar
- John Lennon - achtergrondzang, gitaar, mondharmonica
- Paul McCartney - achtergrondzang, basgitaar
- Ringo Starr - drums